# Опсада Перинта
Опсаду Перинта извршио је 341-340. године п. н. е. Филип Македонски. Део је Филипових освајања, а завршена је неуспехом.

## Опсада
Филократов мир изазвао је негодовање у Атини и поделу на две фракције: присталице Македоније предвођене Есхином и противнике предвођене Демостеном. Док се у Атини водила борба, Филип шири свој утицај. Планирао је напад на Тракију због чега 343. п. н. е. понуди Атини мир. Понуда је одбијена. Поход је ипак предузео и 342. године п. н. е. наметнуо трачким племенима велики данак, а трачке градове населио македонцима. Са грчким градовима склопио је примирје. Реакција Атине на ова освајања била је пљачка трачких македонских градова. Филип уложи протест који оста без одговора. Године 340. п. н. е. Филип опседа Перинт. Истовремено је опсео и Византион.
Ахеменидска монархија, заплашена наглим Филиповим јачањем. посла велику војну помоћ Перинту. Атина је, такође, послала помоћ Византиону у бродовима. Опсаде су трајале до следеће, 340. године п. н. е. Филип је био принуђен да подигне опсаду.